# START II

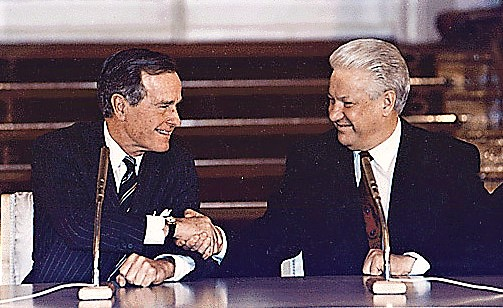
George H. W. Bush and Boris Yeltsin 1993

El START II (Strategic Arms Reduction Treaty, Tratado de Reducción de Armas Estratégicas) es un acuerdo firmado por George H. W. Bush y Borís Yeltsin el 3 de enero de 1993, que prohibía el uso de los ICBMs de cabezas múltiples (MIRV). Es el sucesor del START I.
Este histórico acuerdo empezó a forjarse el 17 de junio de 1999, con la firma del "Entendimiento Mutuo" por parte de ambos presidentes. La firma oficial de START II tuvo lugar del 3 de enero de 1993. Fue ratificado por el Senado de Estados Unidos el 26 de enero de 1996, por un margen de votos de 87 a 4. Sin embargo, la ratificación de dicho tratado ha estado bloqueado en la Duma durante varios años. Se pospuso en varias ocasiones en protesta por las acciones militares estadounidenses en Irak y Kosovo y por la ampliación de la OTAN a los países del este.
A medida que pasaron los años, el tratado perdió relevancia y ambas partes perdieron interés en él. Para los estadounidenses, el mayor problema era la modificación del tratado ABM (que prohibía los escudos antimisiles) para permitir a EE. UU. el desarrollo de un sistema de interceptación de misiles balísticos (conocido popularmente como la Guerra de las Galaxias), algo a lo que Rusia se opuso fervientemente. El 14 de abril de 2000, la Duma aprobó finalmente el tratado, dando un paso simbólico para intentar preservar el tratado ABM, lo cual ya estaba claro que EE. UU. no iba a hacer.
El START II fue oficialmente reemplazado por el tratado SORT, acordado por George W. Bush y Vladímir Putin en una reunión bilateral en noviembre de 2001 y firmado en Moscú el 24 de mayo de 2002. En este tratado ambas partes se comprometieron a abandonar las líneas generales del anterior tratado, que había establecido una limitación específica del número de misiles. En su lugar se comprometieron a recortar unilateralmente la cantidad de cabezas nucleares.